# Arsaces II của Parthia
Arsaces II (/ˈɑːrsəsiːz/; tiếng Hy Lạp cổ: Ἀρσάκης; trong tiếng Parthia:𐭀𐭓𐭔𐭊 Aršak, tiếng Ba Tư: اشک Ašk), là vua của vương quốc Parthia, thuộc về triều đại Arsaces, trị vì từ giữa 211 TCN tới 191 TCN. 

## Name
Arsacēs là cách viết theo tiếng Latin của từ Arsákēs (Ἀρσάκης) trong tiếng Hy Lạp , bản thân nó lại từ Aršak (𐭀𐭓𐭔𐭊) trong tiếng Parthia . Trong Tiếng Ba Tư cổ là Aršaka- (𐎠𐎼𐏁𐎣).

## Tiểu sử
Arsaces II đã kế vị người cha Arsaces I vào năm 217 TCN. Năm 209 TCN, vị vua nhà Seleukos là Antiochos III đã chinh phục lại Parthia mà trước đó đã bị Arsaces I chiếm đoạt từ chính đế chế Seleukos vào năm 247 TCN. Arsaces II đã cầu hòa sau khi ông thất bại trong trận chiến ở núi Labus. Trước sự kiện này, Antiochos đã chiếm được kinh đô của người Parthia là Hecatompylos, tiến tới Tagae gần Damghan. Sau thất bại của Arsaces II tại núi Labus, Antiochos quay về phía tây tới Hyrcania, tại đây ông ta đã chiếm Tambrax. Thành phố Syrinx đã bị chiếm bằng một cuộc vây hãm.
Trong các điều khoản của hòa bình, Arsaces chấp nhận trở thành chư hầu và từ đó trở đi cai trị Parthia và Hyrancia như là một nước chư hầu của Seleukos. Về phần mình, Antiochos rút quân đội của mình về phía tây, ông ta sau đó bị kéo vào một cuộc chiến tranh với La Mã và vì thế đã để cho vương quốc Parthia tự do với những kế hoạch của chính nó.
Arsaces II đã được thừa kế bởi người họ hàng của ông là Phriapatius trong năm 191 TCN.